# وی۱۴۹۴ عقاب

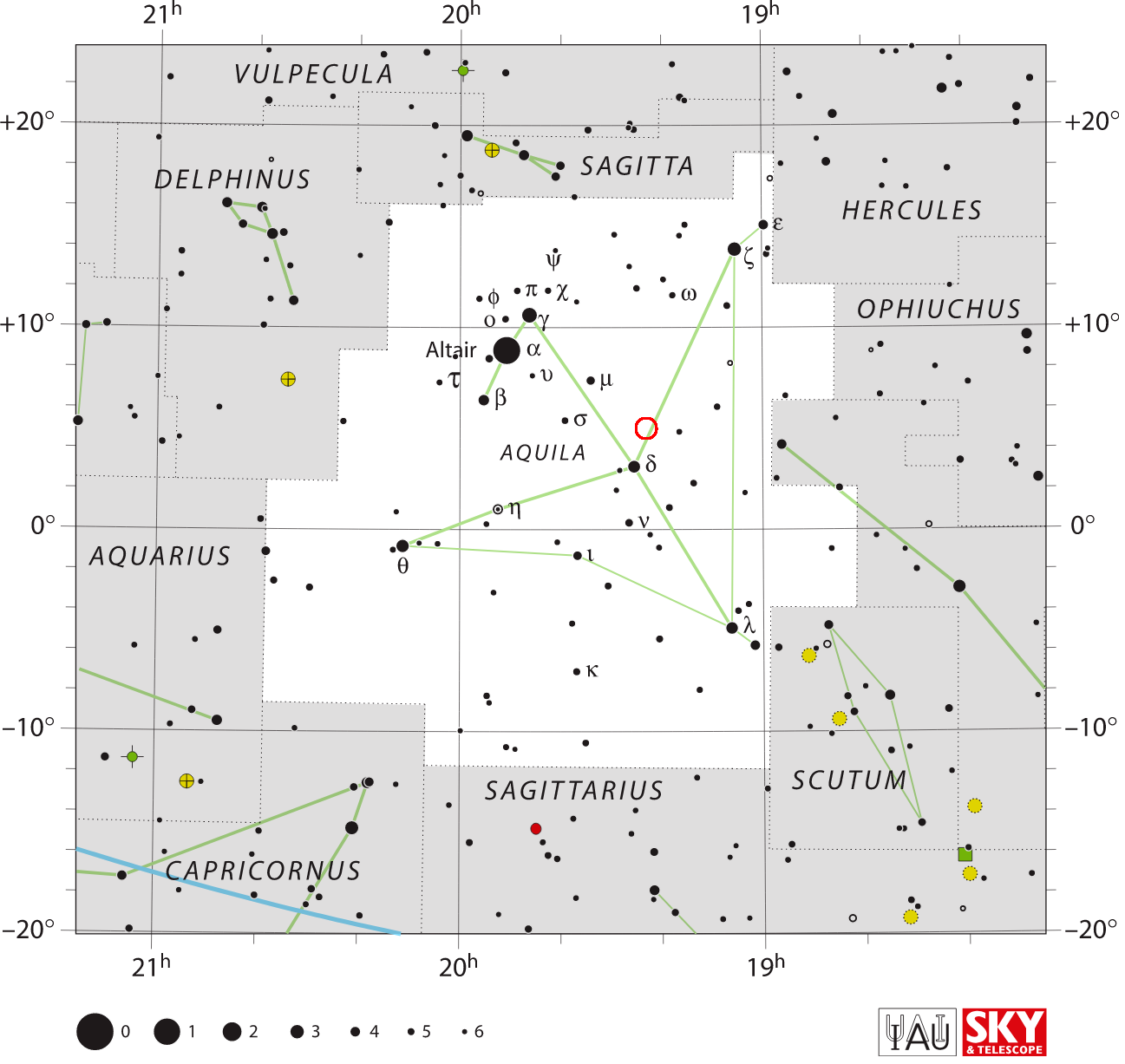
نمایی از محل قرارگیری ستارهٔ وی۱۴۹۴ عقاب (دایره قرمز) در مدار – ۲۰۲۱

وی۱۴۹۴ عقاب یک ستاره است که در صورت فلکی عقاب قرار دارد.